# Мамедов, Вели Гусейн оглы
Вели Гусейн оглы Мамедов (азерб. Vəli Hüseyn oğlu Məmmədov, 7 января 1931 года, Ярдымлы, Азербайджанская ССР — 20 ноября 1991 года) — азербайджанский и советский государственный и партийный деятель, учёный-филолог, писатель-публицист. Народный депутат СССР.

## Биография
Старший из восьми детей Гусейна Мамедова и Берты Вильгельми — немки, приехавшей в поисках работы в Баку из голодающего Поволжья.
Работал с 12 лет, операционист Ярдымлинского отделения Госбанка, начальник Штаба пионеров Ярдымлинского райкома комсомола Азербайджана.
В 16 летнем возрасте поступил на филологический факультет Азербайджанского государственного университета. В 1953 году окончил университет и стал аспирантом кафедры истории азербайджанской литературы, тема предполагаемой кандидатской диссертации «Особенности сатиры Джалила Мамедкулизаде», научный руководитель Джафар Хандан. Изменив направление исследований, самостоятельно занялся изучением биографии и творчества Наримана Нариманова.
В 1960 году перешёл с научной работы в Институте литературы и языка АН Азербайджана на комсомольскую, а затем — партийную работу, инструктор, заместитель заведующего отдела пропаганды, потом — отдела науки и культуры ЦК КП Азербайджана, секретарь Бакинского горкома партии, заведующий Домом политического просвещения.
В годы перестройки в СССР занимался политикой.

## Гибель
Трагически погиб 20 ноября 1991 года в авиакатастрофе — вертолёта внутренних войск МВД СССР Ми-8, в котором в числе ряда высокопоставленных должностных лиц Азербайджана находился Вели Мамедов, летел из города Агдам в Мартуни, на место серьёзных столкновений между жителями города и населённого азербайджанцами пригорода Ходжавенда. В 14:42 по местному времени (UTC+4) в трёх километрах от села Каракенд Мартунинского района НКАО вертолёт был сбит армянскими вооружёнными силами. Все находившиеся на борту люди, включая Вели Мамедова, погибли. Некоторые тела погибших были в неузнаваемом состоянии.

## Память

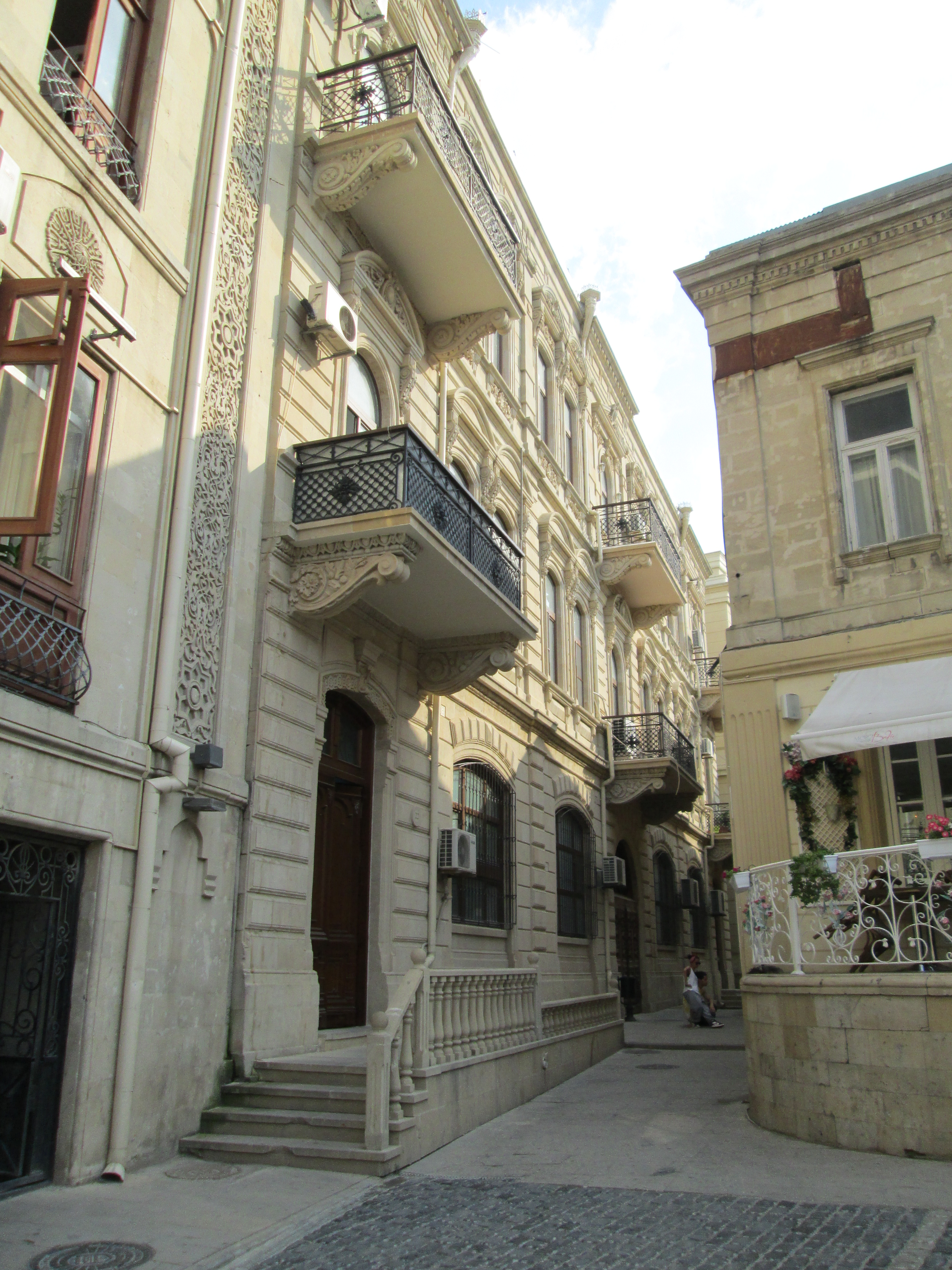
Улица Вели Мамедова

Именем Вели Мамедова названа улица (прежнее название — Герцена) в Ичери-Шехер в Баку.